# Uluje Ali
Uluje ou Ulaje Ali Paxá (em turco: Uluç Ali Paşa), e depois Quilije Ali Paxá (em turco: Kılıç Ali Paşa; 1519 — 21 de junho de 1587), foi um almirante e corsário otomano do século XVI.
Nasceu em Itália com o nome Giovanni Dionigi e tornou-se prisioneiro de Barba Ruiva. Depois de algum tempo como escravo numa galé, converteu-se ao Islão e tornou-se pirata. Esta era uma prática comum, muitos dos piratas desta época eram na verdade renegados das terras cristãs.
Possivelmente tornou-se governante de Argel em 1568.
A 7 de Outubro de 1571, ele estava no flanco esquerdo da frota otomana que foi derrotada na Batalha de Lepanto pelas forcas cristãs. Ele contornou o seu oponente direto, Giovanni Andrea Doria, a fim de salvar a sua frota e voltou para Istambul.